# Carlo Domenico del Carretto
Carlo Domenico del Carretto (ur. w 1454 w Finale Ligure, zm. 15 sierpnia 1514 w Rzymie) – włoski kardynał.

## Życiorys
Urodził się w 1454 roku w Finale Ligure, jako syn Giovanniego Lazzariny i Viscontiny Adorny. W młodości wstąpił na służbę do Kurii Rzymskiej i został protonotariuszem apostolskim. 24 kwietnia 1489 roku został wybrany arcybiskupem Cosenzy. W latach 1491–1499 był administratorem apostolskim Angers, a w 1499 został tytularnym arcybiskupem Teb. W 1503 roku został mianowany nuncjuszem apostolskim we Francji, a rok później był jednym z sygnatariuszy traktatu z Blois. 1 grudnia 1505 roku został kreowany kardynałem diakonem i otrzymał diakonię Santi Vito e Modesto. 5 listopada 1509 roku został podniesiony do rangi kardynała prezbitera i otrzymał kościół tytularny San Nicola inter Imagines. Jednocześnie został mianowany arcybiskupem Reims, a dwa lata później przeniesiono go do archidiecezji Tours. Będąc legatem we Francji, otrzymał liczne beneficja od Ludwika XII, jednak gdy dowiedział się o poparciu króla dla soboru w Pizie, ostro zaprotestował, gdyż był gorącym sojusznikiem Juliusza II. Brał udział w obradach V soboru laterańskiego. W lipcu 1514 roku został biskupem Cahors, jednak już po miesiącu zrezygnował na rzecz swojego brata, Louisa. Zmarł 15 sierpnia 1514 roku w Rzymie.